# Блејксли (Охајо)
Блејксли (енгл. Blakeslee) град је у америчкој савезној држави Охајо.

## Демографија
По попису из 2010. године број становника је 96, што је 34 (-26,2%) становника мање него 2000. године.
| Група             | 2000.       | 2010.       |
| Белци             | 128 (98,5%) | 96 (100,0%) |
| Афроамериканци    | 0 (0,0%)    | 0 (0,0%)    |
| Азијати           | 0 (0,0%)    | 0 (0,0%)    |
| Хиспаноамериканци | 1 (0,8%)    | 0 (0,0%)    |
| Укупно            | 130         | 96          |